# Marcalgergelyi
Marcalgergelyi is een plaats (község) en gemeente in het Hongaarse comitaat Veszprém. Marcalgergelyi telt 450 inwoners (2001).